# Pajock
Der Pajock, auch Pajok, war ein russisches Volumen- und Getreidemaß. Es ist nicht mit dem Pojack zu verwechseln. Nach H. A. Pieres soll es sich um dem Plural handeln und das Maß heißt Pai. Auch Pajäk taucht als Maßbezeichnung auf.
- 1 Pajock = 2 Tschetwerik = 16 Garnetz = 2452 Pariser Kubikzoll = 48,6 Liter
- 2 Pajock = 1 Osmin
- 5 Pajock = 1 Kuhl/(Sack)
- 4 Pajock = 1 Tschetwert